# Palais Chotek (Prague)
 (juin 2024).
Le palais Chotek ou palais de Chotek(Chotkův palác ou Chotkovský palác), encore appelé Maison Au Pélican Doré (U Zlatého pelikána) est un palais de Prague. Il est situé dans le quartier historique de Malá Strana à Prague 1, à proximité immédiate du Lycée Jan Neruda. Il est protégé comme monument culturel.

## Histoire et description

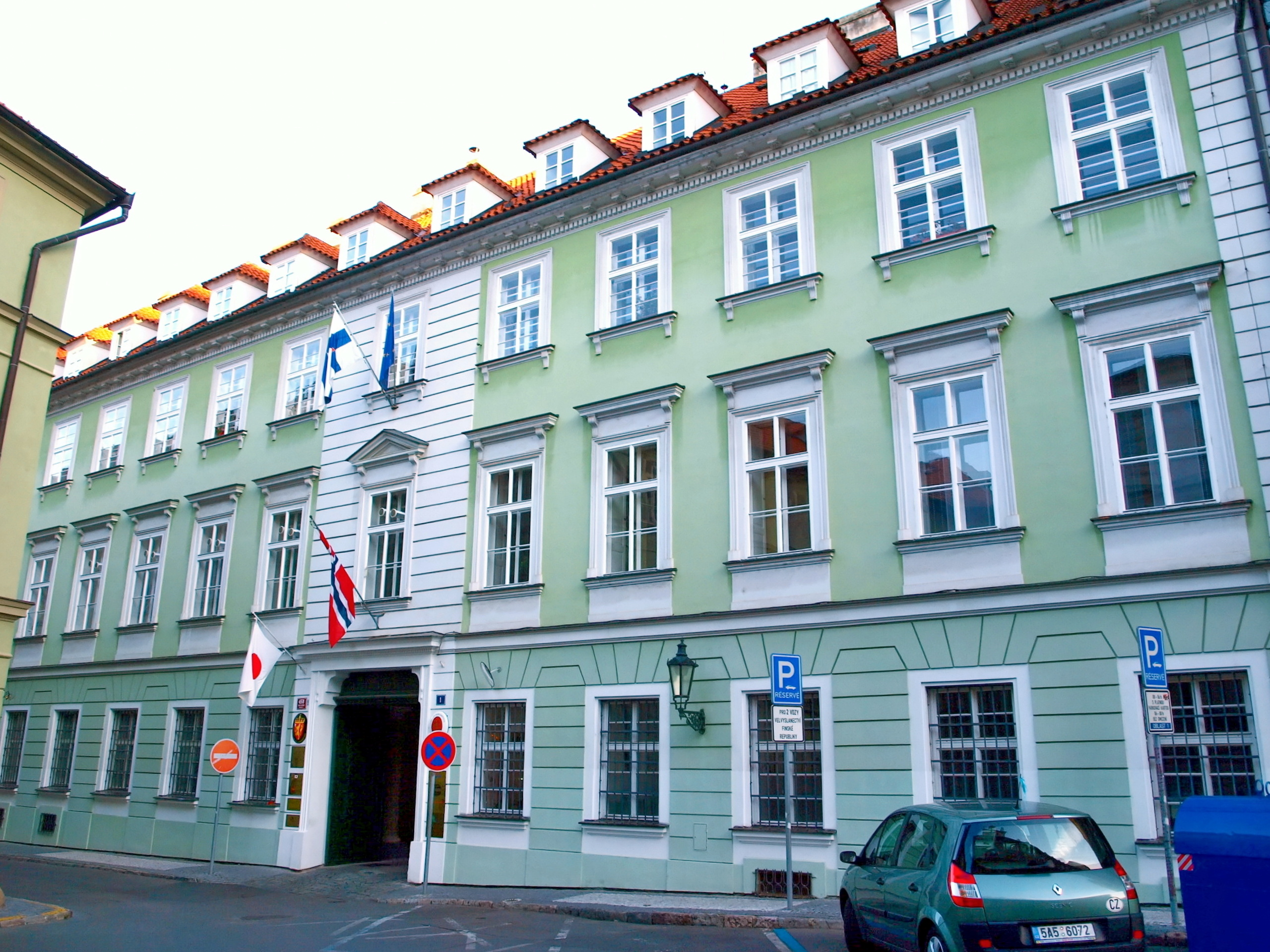
Palais Chotek vu du nord

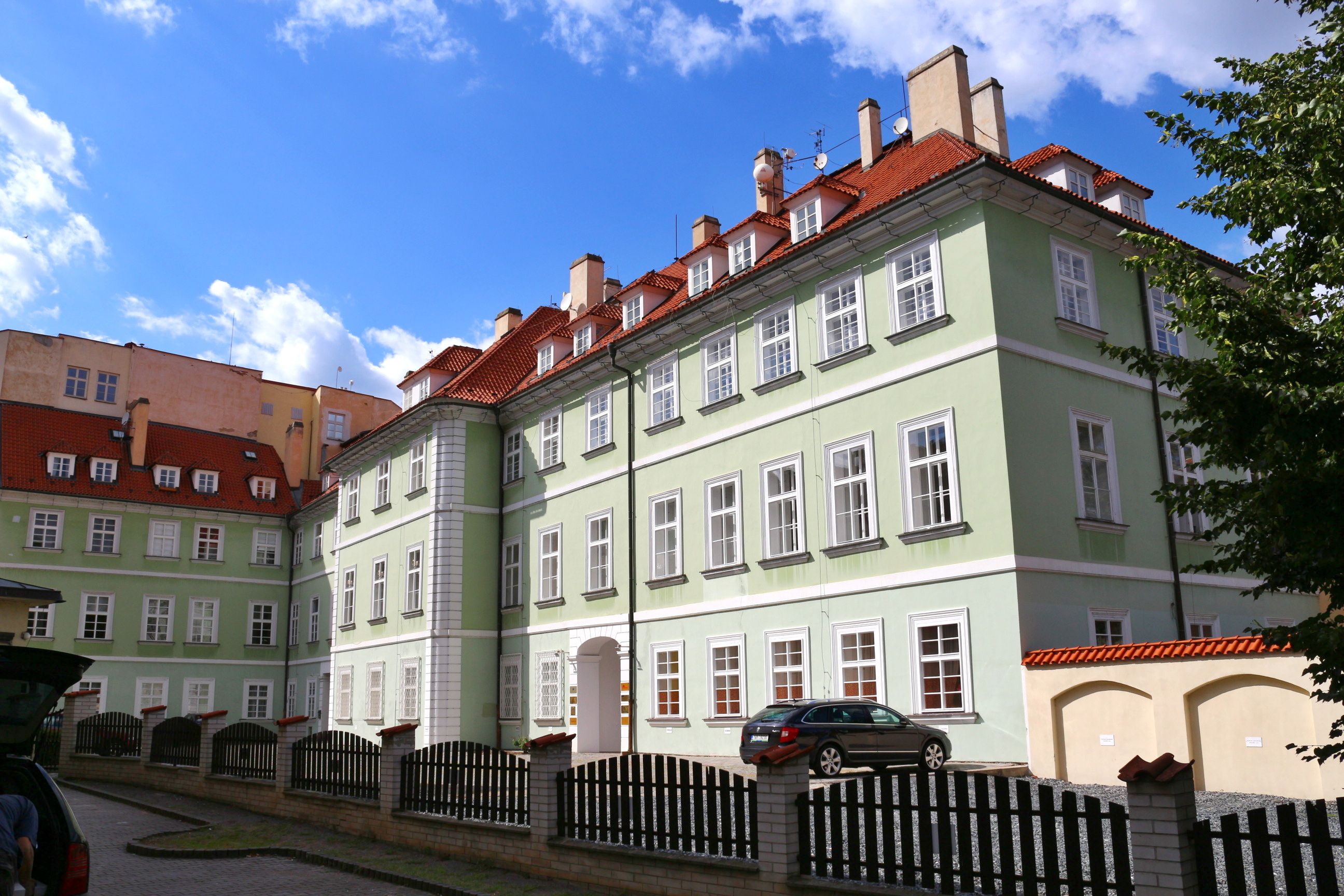
L'arrière du palais

Le palais a été créé en style Empire après 1804 par la reconstruction de trois maisons baroques. L'une d'elles était la maison U Zlatého pelikána, située dans la partie orientale du palais actuel, qui appartenait au violoniste Jan Jiří Hellmer (on dit que Ludwig van Beethoven avait reçu de lui un violon).
Arnošt Chotek est né ici en 1844, Emerich Chotek en était le propriétaire vers 1900.
Dans les années 1950, le palais était utilisé par l'Association tchécoslovaque de l'éducation physique et des sports. Après 1989, il est devenu la propriété du mouvement tchèque de Sokol, dont le siège se trouve dans le proche palais Michna.  
Entre 1994 et 1996, le Palais Chotka a été entièrement rénové par une entreprise privée qui en assure depuis lors la gestion. Depuis 1996, l'édifice est exploité comme immeuble de bureaux avec son propre parking et service de réception. Le gestionnaire actuel du bâtiment loue les locaux à des clients tels que l'Ambassade de Finlande, l'Ambassade de Norvège ou le Centre culturel japonais créé par l'Ambassade du Japon, basé dans le palais Turb voisin.